# Peter Scott
Sir Peter Markham Scott, angleški ornitolog, naravovarstvenik in slikar, * 14. september 1909, London, Anglija, † 29. avgust 1989, Bristol.
Sir Peter Scott, ki je svoje življenje posvetil varovanju narave, je soustanovitelj Svetovnega sklada za naravo (WWF).

## Življenje
Njegov oče je bil slavni polarni raziskovalec stotnik Robert Falcon Scott, ki je umrl na pogubni odpravi na Južni tečaj, ko je bilo Petru komaj dve leti in pol.
Učenje branja in pisanja mu je delalo težave, saj je bil kot mnogi inteligentni ljudje najbrž nekoliko dislektičen in celo ko je odrasel, je bral počasi in je raje risal kakor pisal. Ko je dopolnil deset let, je bil, kot sam pove, že »popolnoma posvečen prirodopisu«. Z materjo Kathleen in krušnim očetom Edwardom Hiltonom Youngom je veliko potoval po svetu in se navduševal nad raznolikostjo živih bitij. Leta 1923 je odšel v internatsko šolo Oundle, ker so tam posebno pozornost namenjali pouku prirodoznanstva. 
Leta 1927 je bil sprejet v kolidž Trinity v Cambridgeu. Študij naravoslovja ga je razočaral, saj ga je dolgočasno preučevanje mrtvih živali omejevalo. Pridružil se je skupini drznih študentov »nočnih plezalcev Cambridgea«, ki so se ukvarjali z najstrožje prepovedanim športom – plezanjem po strehah zgodovinskih stolpov kapelic in kolidžev. Ves čas šolanja ni nikoli nehal risati in slikati. Ker s svojim študijem ni bil zadovoljen, se je vpisal na študij zgodovine umetnosti in arhitekture. Leta 1930 je uspešno diplomiral. Eno leto je potem preživel v Nemčiji, kjer je študiral slikarstvo. Ko se je vrnil v Anglijo, je še eno leto študiral umetnost na Kraljevski akademiji v Londonu. Zelo hitro je postal priznan umetnik, ki se je lahko preživljal s svojo umetnostjo. 
Peter Scot se je leta 1933 preselil v opuščeni Vzhodni svetilnik, da bi tam slikal divje ptice. Tu je ustvaril zbirko živih divjih ptic. Tam je živel šest let. Takrat je objavil svojo prvo knjigo o lovu na divje ptice, Jutranji let. Njegovo veliko veselje v tem času je bilo jadranje – osvojil je bronasto olimpijsko medaljo v jadranju posameznikov in pokal Prince of Wales.
Med drugo svetovno vojno (1939-1945) je služil v Kraljevi vojnio mornarici. Scottu so kmalu zaupali poveljstvo, najprej nad novim bojnim parnikom, potem pa nad manjšo skupino ladij – ladjevja bojnih parnikov, ki so nadzorovale Rokavski preliv.
Leta 1945 je prvič obiskal Slimbridge in že naslednje leto tam ustanovi Sklad za divje ptice, katerega prvi projekt je bil rešitev havajske gosi, imenovane Ne-Ne.
Kot komentator kraljevske poroke princese Elizabete in princa Philipa za BBC leta 1946 se je proslavil tudi kot radijski poročevalec. Kasneje je postal voditelj oddaje LOOK, ki je bila ena prvih dokumentarnih naravoslovnih oddaj. Kasneje je dolga leta pisal scenarije za poljudno serijo Preživetje.
Leta 1956 se je kot predsednik Mednarodne jadralne zveze odpravil v Avstralijo, kjer se je seznanil s potapljajem in je tako lahko raziskoval življenje rib. V znak priznanja so po njem imenovali majhno ribico, Cirrhilabrus scottorum.
Septembra 1961 je pomagal ustanoviti Svetovni sklad za divjino (World Wildlife Fund, WWF, danes Svetovni sklad za naravo), za katerega je narisal zaščitni znak - pando, in napisal še avtobiografijo Oko vetra. Leto kasneje je postal predsednik Komisije za preživetje pri Mednarodni zvezi za varstvo narave (IUCN), kjer je uvedel Rdeči seznam. Predsednik zveze je do leta 1980. Peter Scott je v očeh javnosti postal sinonim za WWF, saj je bil kot umetnik, pisec in voditelj oddaj zelo prepoznan, čeprav je stalno poudarjal, da v Skladu delujejo tudi drugi ljudje. V letu boja za pomoč severnemu medvedu leta 1973, mu je kraljica Elizabeta podelila viteški naziv.

## Delo
Leta 1960 je pripravil prvi osnutek rdečih seznamov, ki so mu sledile številne države po vsem svetu.
Objavil je osemnajst knjig, še dvajset drugih pa je opremil s slikami.
- Morning flight, 1935, ASIN B00087G12Q
- Wild chorus, 1938, ASIN B00086FCWW
- The battle of the narrow seas;: A history of the light Coastal forces in the channel and North sea, 1939-1945, 1946, ASIN B0007ENX94
- Portrait drawings, 1949, ASIN B0007JCT3K
- Key to the wildfowl of the world, 1951, ASIN B0007IXSZY
- Wild geese and Eskimos : a journal of the Perry River expedition of 1949, 1951, ISBN 111131098X
- Six paintings of waterfowl, 1953, ASIN B0007HDXQY
- A thousand geese, 1954, ASIN B0007E27HI
- The eighth annual report of the Wildfowl Trust: 1954-1956, 1957, ASIN B0007KASN2
- The eye of the wind - avtobiografija, 1961, ASIN B0006D9CUA
- Peter and Philippa Scott's animals in Africa, 1962, ASIN B0007JEHKS
- Animals in Africa, 1963, ASIN B0007JTEV0
- Our vanishing wildlife (Nature program), 1966, ASIN B0007FQR14
- Happy the Man: Episodes in an Exciting Life, 1967
- The Swans, 1972, ISBN 0395139953
- A coloured key to the wildfowl of the world, 1972, ISBN 0854930132
- World of the Polar Bear, Thor Larsen, Sir Peter Scott, 1978, ISBN 0600371557
- Fishwatchers Guide to West Atlantic Coral Reefs: With Coral Identification Plate, 1979, Charles C. G. Chaplin; ilustriral Peter Scott, ISBN 091518009X
- Observations of Wildlife, 1980, ISBN 0801413419
- Travel diaries of a naturalist, 1983, ISBN 0002195542
- The swans fly in, 1983, ASIN B0007C9REG
- The World Atlas of Birds, 1989, Roger Tory Peterson, Sir Peter Markham Scott, ISBN 0517321599
- Sir Peter Scott at Eighty, 1989, ISBN 0862996511
- Birds of Russia, Algirdas Knystautas, Sir Peter Scott, 1990, ISBN 0002199130
- The Art of Peter Scott: Images From a Lifetime, 1992, ISBN 1856191001
- Selected Writings of Sir Walter Scott, 2003, ISBN 0415967317
- Something in the Water, 2000, ISBN 0892725176
- Art of Peter Scott, ISBN 1856193691

## Športni dosežki
- Osvojil je bronasto olimpijsko medaljo v jadranju posameznikov, Nemčija, 1936
- Zmagal je na dirki za pokal Prince of Wales s svojo petmetrsko barko Thunder, 1937, 1938, 1946
- Hitrostni rekord v jadranju, 1954
- Britanski prvak v jadralnem letalstvu, 1963

## Vojaška odlikovanja
- Odlikovanje za hrabrost, ko je z rušilecem Broke rešil 180 mož z goreče ladje, 1941
- Križec za zasluge in še dodatno odlikovanje, 1943

## Priznanja in nagrade
- Za svoje delo pri Skladu za divje ptice prejme leta visoko državno odlikovanje, 1953
- Za svojo oddajo LOOK prejme nagrado Televizijske zveze, 1955
- Red sokola - priznanje Islandije za raziskovalno delo na področju življenja divjih gosi (1987), ki pa jim ga je leta 1971 vrnil in tako izrazil nasprotovanje temu, da je Islandija še vedno dovoljevala lov na kite.
- Povišan je v viteza za zasluge pri varstvu narave in okolja, 1973
- Nagrada ZN za okolje, 1977
- Nagrada J.Paula Gettyja (50.000 dolarjev), ki je najuglednejša nagrada za varstvo narave, 1980
- Zlata medalja WWF, 1980
- naziv častnega plemiča in izvolitev za člana Kraljeve družbe, 1987